# Сан Лоренцо (Модена)
Сан Лоренцо је насеље у Италији у округу Модена, региону Емилија-Ромања.
Према процени из 2011. у насељу је живело 77 становника. Насеље се налази на надморској висини од 50 м.